# 地中海加雅涅號
地中海加雅涅號（英語：MSC Gaynè）為金海智造為地中海航運公司建造的貨櫃船，全長314.33米（1,031英尺3英寸），寬48.41米（158英尺10英寸），吃水14.6米（47英尺11英寸），其容量為11568 TEU，註冊於賴比瑞亞，於2015年12月23日動工，2017年8月20日完工，2018年1月8日交付並投入服務。